# Венозная гипертензия
Венозная гипертензи́я (от др.-греч. hyper — над, выше и лат. tonos — натяжение) — это медицинское состояние, при котором клапаны из вены не работают должным образом, в результате чего кровь накапливается и оказывает давление на стенки вен. Симптомы проявляются в основном в ногах и лодыжках. Наиболее распространенными являются чувство тяжести, боль, зуд, покалывание, раздражение кожи, отеки и  варикозное расширение вен.

## Причины
Наиболее распространенной причиной   является рефлюкс венозных клапанов поверхностных вен. Это, в свою очередь, может быть вызвано несколькими состояниями:
Тромбоз глубоких вен (ТГВ), то есть образование тромбов в глубоких венах. Хроническая венозная недостаточность, вызванная (ТГВ), может быть описана как Посттромбофлебитический синдром (ПТФС) вызывает воспалительную реакцию, впоследствии повреждая стенку вены.
Тромбоз поверхностных вен.
Флебит